# Schwarzkehldrossel
Die Schwarzkehldrossel (Turdus atrogularis) ist ein Singvogel aus der Familie der Drosseln (Turdidae).
Das Artepitheton kommt von lateinisch ater ‚schwarz‘ und lateinisch gula ‚Kehle‘.

## Merkmale

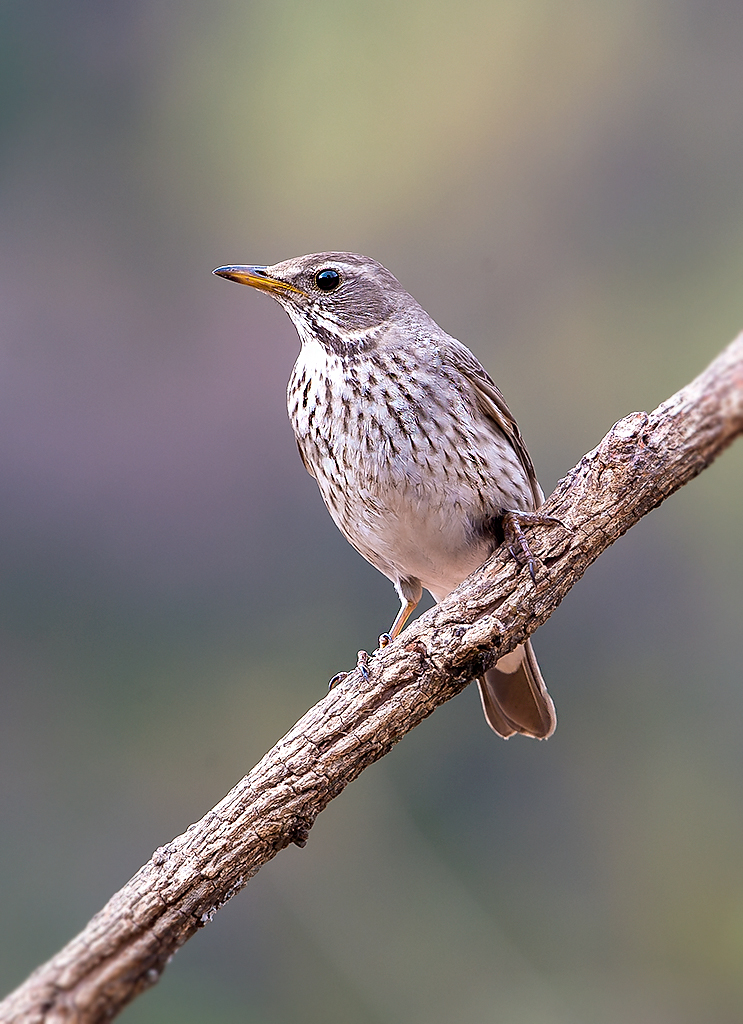
Weibliche Schwarzkehldrossel

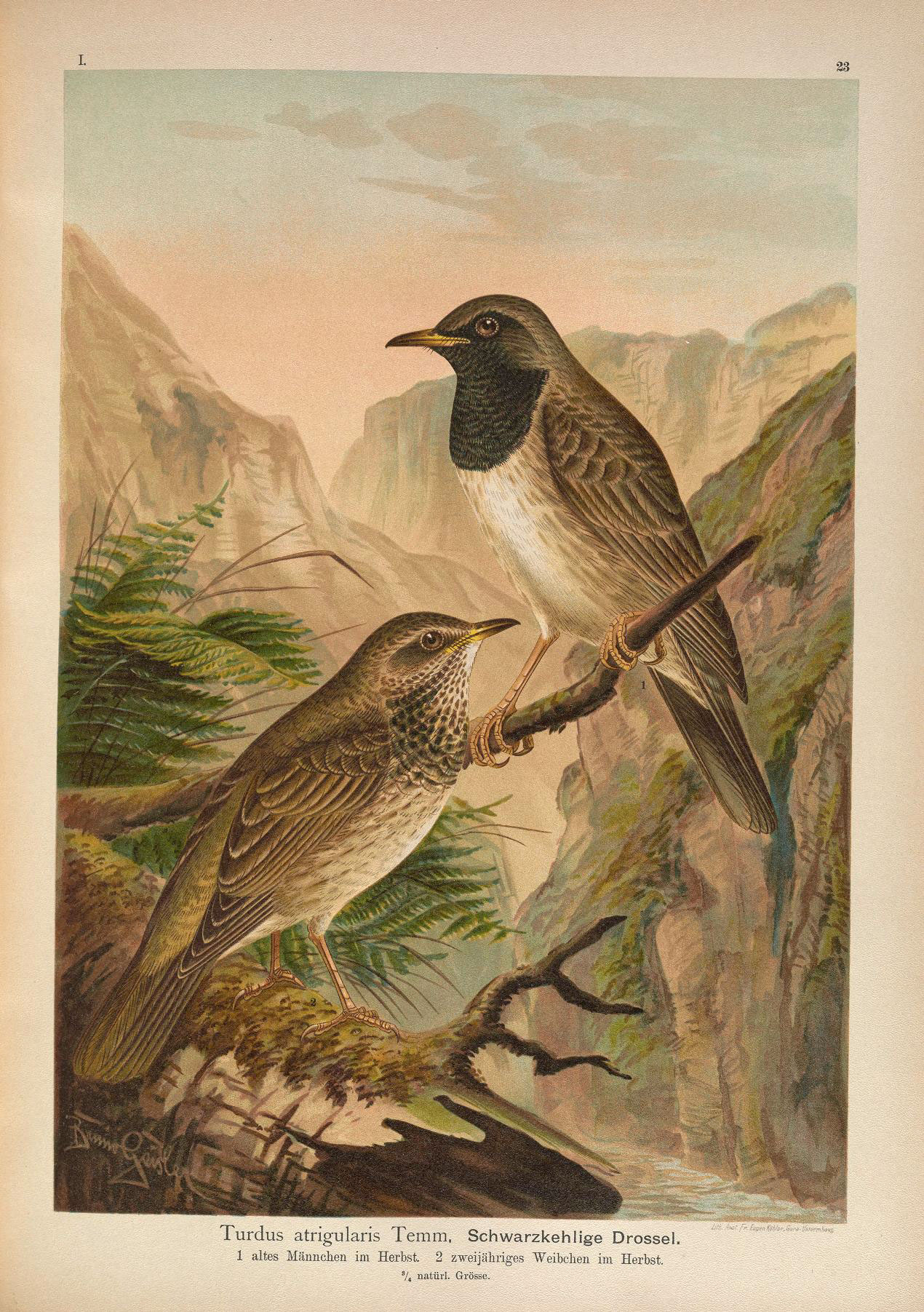
Zweijähriges Weibchen (links) und Männchen (rechts)

Der Vogel misst 24–27 cm, wiegt 54–110 g. Das Männchen ist schwarz am Kopf einschließlich Kehle und Brust, auf der Oberseite grau, Schwanz grau-schwarz, Bauch und Flanken gräulich. Der Schnabel ist gelb, die Beine grau.

## Vorkommen
Die Schwarzkehldrossel kommt in Osteuropa von Russland bis Sibirien, nach Süden bis zur Mongolei vor. Ein Teil überwintert als Zugvogel auf dem Indischen Subkontinent.
Die Art ist monotypisch.

## Verhalten
Sie brütet nur einmal, von Mai bis Juli, in einer Vielzahl von Lebensräumen, am Rande von Lichtungen in Koniferenwäldern, gern an Flussufern.

## Gefährdungssituation
Die Schwarzkehldrossel gilt als nicht gefährdet (Least Concern).